# Oum Hadjer
Oum Hadjer – miasto w Czadzie, w regionie Batha, departament Batha Est; 19 271 mieszkańców (2005). Znajduje się tu port lotniczy Oum Hadjer.